# The End (The-Beatles-Lied)
 The End (englisch für „Das Ende“) ist ein Lied der britischen Band The Beatles, das 1969 auf ihrem elften Studioalbum Abbey Road veröffentlicht wurde. Komponiert wurde es von Paul McCartney und John Lennon und unter der Autorenangabe Lennon/McCartney veröffentlicht.

## Hintergrund

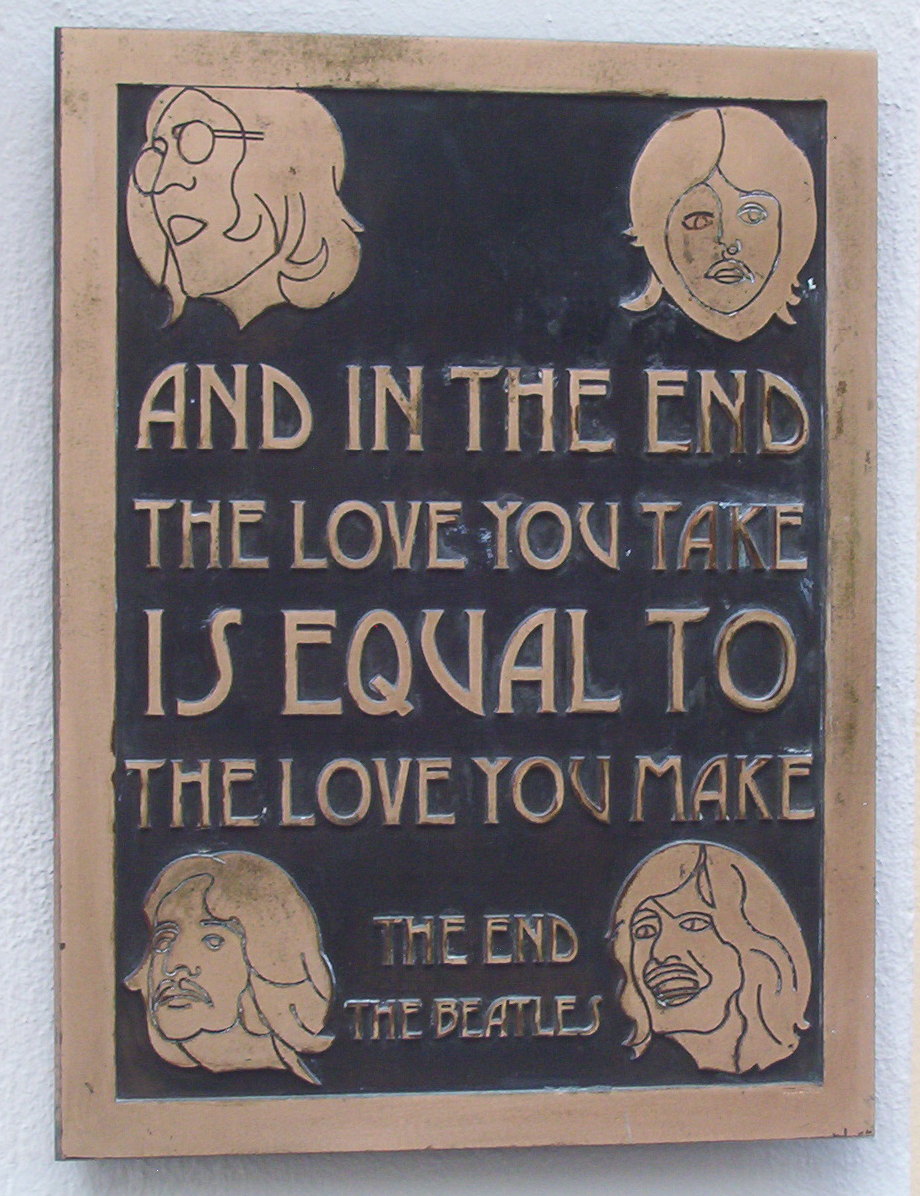
Text des Songs The End. Tafel am Hard Rock Cafe in München

The End basiert hauptsächlich auf den musikalischen Ideen von Paul McCartney. 
Das Lied enthält, einzigartig bei einem Lied der Beatles, ein Schlagzeugsolo von Ringo Starr. Es bedurfte einiger Überzeugungsarbeit, bis der Schlagzeuger der Gruppe dem Solo zustimmte. Ursprünglich wurde das Schlagzeugsolo von Gitarre und Tamburin begleitet, diese Fassung wurde aber verworfen.
Paul McCartney sagte dazu: „Ringo spielte niemals Schlagzeugsoli. Er hasste Schlagzeuger, die lange Schlagzeugsoli machten. Das taten wir alle. Und als er zu den Beatles kam, sagten wir: ‚Ach, was ist mit Schlagzeugsoli?‘, und wir dachten, er könnte sagen: ‚Ja, ich will ein fünfstündiges [Solo] in der Mitte eures Sets haben‘, da sagte er: ‚Ich hasse das!‘ Wir sagten: ‚Toll! Wir lieben dich!‘“
Eine weitere musikalische Besonderheit sind die abwechselnden kurzen Gitarrensoli von McCartney, Harrison und Lennon, die dreimal je zwei Takte übernahmen. Zu hören sind also: McCartney – Harrison – Lennon – McCartney – Harrison – Lennon – McCartney – Harrison – Lennon.
Geoff Emerick sagte dazu: „Die Idee zu den Gitarrensoli war sehr spontan und alle sagten: ‚Ja! Auf jeden Fall‘ – naja, mit Ausnahme von George, der anfangs ein wenig besorgt war. Aber er sah, wie begeistert John und Paul waren, also machte er mit.“
Das Lied endet, inspiriert von den bei Shakespeare am Ende von Szenen oder Stücken eingesetzten Zweizeilern, mit dem von McCartney gesungenen Paarreim „And in the end the love you take is equal to the love you make“. Zuvor besteht der Text aus den Worten „Oh yeah, alright. Are you gonna be in my dreams tonight?“
John Lennon meinte 1980 dazu: „Er [Paul McCartney] hatte eine Zeile darin ‚Und am Ende entspricht die Liebe, die du bekommst, der Liebe, die du gibst‘, was eine sehr kosmische, philosophische Zeile ist. Was wiederum beweist, dass er denken kann, wenn er denn will.“

## Aufnahme
The End wurde am 23. Juli 1969 im Studio 3 der Londoner Abbey Road Studios mit dem Produzenten George Martin aufgenommen. Geoff Emerick war der Toningenieur der Aufnahmen. Die Beatles nahmen in einer fast neunstündigen Aufnahmesession zwischen 14:30 und 23:30 Uhr, sieben Takes auf. Sie hielten den Take 7 für die beste Aufnahme. Der Arbeitstitel des Liedes war Ending. Während der Aufnahmesession wurden noch Overdubs für Come Together und Oh! Darling eingespielt.
Am 5., 7. und 8. August wurden weitere Overdubs und Gesangsteile in den Abbey Road Studios (Studio 3) aufgenommen.
Am 15. August wurde der orchestrale Teil im Studio 1 für The End aufgenommen, Produzent war George Martin, die Toningenieure waren Geoff Emerick und Phil McDonald. Am 18. August wurde der vier Sekunden lange Klavierpart am Ende des Liedes von Paul McCartney eingespielt.
Am 21. August erfolgte die Stereoabmischung von The End. 
Besetzung:
- John Lennon: Leadgitarre, Hintergrundgesang
- Paul McCartney: Bass, Leadgitarre, Klavier, Gesang
- George Harrison: Leadgitarre, Rhythmusgitarre, Hintergrundgesang
- Ringo Starr: Schlagzeug
- Nicht aufgeführte Musiker: Geige: 12, Bratsche: 4, Cello: 4, Kontrabass: 1, Waldhorn: 4, Trompete: 3, Posaune: 2

## Veröffentlichungen
- Am 26. September 1969 erschien in Deutschland das 15. Beatles-Album Abbey Road, auf dem The End enthalten ist. In Großbritannien wurde das Album ebenfalls am 26. September veröffentlicht, dort war es das zwölfte Beatles-Album. In den USA erschien das Album fünf Tage später, am 1. Oktober, dort war es das 18. Album der Beatles.
- Am 25. Oktober 1996 wurde das Kompilationsalbum Anthology 3 veröffentlicht, auf dem sich eine Version von The End befindet; bei dieser Version handelt es sich um eine neue Abmischung aus dem Jahr 1995, zusätzlich wurde das Ende von A Day in the Life angefügt.
- Am 27. September 2019 erschien die 50-jährige Jubiläumsausgabe des Albums Abbey Road (Super Deluxe Box), auf dieser befindet sich eine bisher unveröffentlichte Version (Take 3) von The End.

## Coverversionen
Folgend eine kleine Auswahl:
- The London Symphony Orchestra – All This And World War II [1]
- George Benson – The Other Side of Abbey Road [2]
- George Martin/Phil Collins – In My Life [3]